# I'm Lonely
I'm Lonely è il quarto singolo dell'album del 2007 dei Scooter, Jumping All Over the World.
La canzone doveva essere originariamente pubblicata come terzo singolo completo nel Regno Unito come seguito di "Jumping All Over the World". Il singolo è stato pubblicato solo come download il 29 settembre 2008, per lasciare spazio alla collaborazione con Status Quo, "Jump That Rock (Whatever You Want)".

## Tracce
CD maxi
1. I'm Lonely (Radio Edit) – 3:30
2. I'm Lonely ('Dressed for Success' Club Mix) – 5:00
3. I'm Lonely (Extended) – 5:53
4. Way Up North – 4:07
5. I'm Lonely (The Video) – 3:31
6. I'm Lonely (Making of) – 3:17

CD single
1. I'm Lonely (Radio Edit) – 3:30
2. I'm Lonely (Extended) – 5:53

12"
1. I'm Lonely (Extended) – 5:53
2. I'm Lonely ('Dressed for Success' Club Mix) – 5:00

Download
1. I'm Lonely (Radio Edit) – 3:30
2. I'm Lonely ('Dressed for Success' Club Mix) – 5:00
3. I'm Lonely (Extended) – 5:53
4. Way Up North – 4:07

UK promo CD maxi
1. I'm Lonely (Radio Edit) – 3:32
2. I'm Lonely (Extended Mix) – 5:54
3. I'm Lonely (Styles & Breeze Remix) – 6:16
4. I'm Lonely (Flip & Fill Remix) – 6:11
5. I'm Lonely (Alex K Remix) – 7:35
6. I'm Lonely ('Dressed For Success' Club Mix) – 5:00

UK download
1. I'm Lonely (Radio Edit) – 3:30
2. I'm Lonely (Extended) – 5:52
3. I'm Lonely ('Dressed for Success' Club Mix) – 4:59
4. Way Up North – 4:05